# Мамбере-Кадеи
Мамберѐ-Кадеѝ (на френски: Mambéré-Kadéï) е една от 14-те административни префектури на Централноафриканската република. Разположена е в западната част на страната и граничи с Камерун. Площта на префектурата е 30 203 км², а населението е около 290 000 души (2003). Гъстотата на населението в Мамбере-Кадеи е около 9 души/км². Столица на префектурата е град Берберати.